# Parchów
Parchów (do r. 1945 niem. Parchau, tuż po wojnie Parchocin) – wieś w Polsce położona w województwie dolnośląskim, w powiecie polkowickim, w gminie Chocianów.

## Podział administracyjny
W latach 1945–1954 siedziba gminy Parchów. W latach 1954–1971 wieś należała i była siedzibą władz gromady Parchów, po jej zniesieniu w gromadzie Polkowice. W latach 1975–1998 miejscowość administracyjnie należała do województwa legnickiego.

## Zabytki
Do wojewódzkiego rejestru zabytków wpisane są:
- cmentarz ewangelicki, obecnie rzymskokatolicki, z początku XIX w.
- pałac, z 1702 r.
  - aleja dębowo-brzozowa